# Interactive Terminology for Europe
Interactive Terminology for Europe (IATE) ist die Terminologiedatenbank für die Institutionen der Europäischen Union.
Die IATE-Datenbank vereint die bisher separat gepflegten Terminologiebestände verschiedener EU-Übersetzungsdienste in einer einzigen Datenbank, die rund 1 Mio. Einträge enthält. Importiert wurden die Einträge aus den Terminologiedatenbanken Eurodicautom (Kommission), TIS (Rat), Euterpe (Parlament), Euroterms (Übersetzungszentrum) und CDCTERM (Rechnungshof).

## Geschichte
Das Projekt wurde 1999 gestartet. Seit dem Sommer 2004 wird es von den EU-Institutionen und -Organisationen für die Sammlung, Verbreitung und gemeinsame Verwaltung der EU-spezifischen Terminologie genutzt. Seit März 2007 kann jedermann über das Web darauf zugreifen.

## Herkunft der Inhalte
Folgende Institutionen steuern künftig fortlaufend Terminologie bei:
- Europäische Kommission
- Europäisches Parlament
- Rat der Europäischen Union
- Europäischer Gerichtshof
- Europäischer Rechnungshof
- Europäischer Wirtschafts- und Sozialausschuss
- Ausschuss der Regionen
- Europäische Zentralbank
- Europäische Investitionsbank
- Übersetzungszentrum für die Einrichtungen der Europäischen Union

Der Betrieb und die Pflege von IATE obliegt dem Übersetzungszentrum für die Einrichtungen der Europäischen Union in Luxemburg.

## Suchen in IATE
Grundsätzlich kann man in IATE in allen 24 Amtssprachen der Europäischen Union und in Latein suchen. Dabei hat man die Möglichkeit, sowohl Ausgangs- und Zielsprache einzustellen als auch in allen Sprachen gleichzeitig zu suchen. Auf Wunsch kann man eine Eingrenzung nach Fachgebieten vornehmen und bestimmen, ob nach bestimmten Begriffen, Abkürzungen oder einfach allem gesucht werden soll. Zudem gibt es verschiedene Online-Dienste, die eine parallele Suche in IATE und weiteren Quellen erlauben, z. B. Web Term Search oder MetaTerm.